# Christian Wilhelm von Dohm

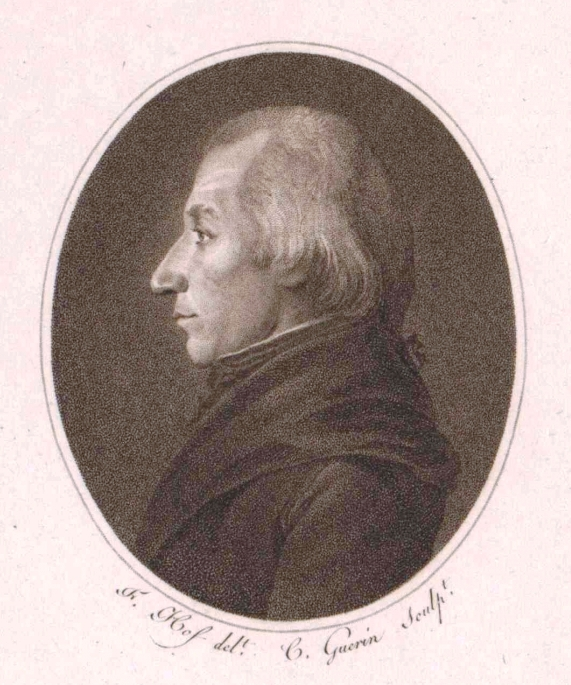
Christian Wilhelm von Dohm

Christian Konrad Wilhelm von Dohm, född 11 december 1751 i Lemgo, Lippe-Detmold, död 29 maj 1820 på sitt gods Pustleben vid Nordhausen, var en tysk diplomat och historiker.
Dohm var 1776-79 professor i finansvetenskap och statistik i Braunschweig samt blev 1779 geheimearkivarie i Berlin vid preussiska utrikesministeriet, där han 1783 fick en krigsrådsplats. Åren 1786-96 var han sändebud hos kurfursten av Köln och nederrhensk-westfaliska kretsen och 1798-99 en av Preussens fullmäktige vid kongressen i Rastatt samt utvecklade under dessa befattningar en stor diplomatisk förmåga. År 1786 upphöjdes han i adligt stånd. Åren 1808-10 var han den westfaliske kungen Jérôme Bonapartes sändebud i Dresden, men ägnade sig därefter uteslutande åt historiskt skriftställeri på sitt gods Pustleben. 
Såsom hävdatecknare behandlade Dohm företrädesvis sin samtids historia: Materialien zur Statistik und neuesten Staatengeschichte (1775-85) och Denkwürdigkeiten meiner Zeit von 1778-1806 (fem band, 1814-19, går dock endast till Fredrik II:s död 1786), de senare en av de mest givande och tillförlitliga källorna för Preussens historia under Fredrik II:s sista år. Han var en stor beundrare av Fredrik II och skrev åtskilliga arbeten till försvar eller förhärligande av dennes politik, bland annat Geschichte des bayrischen Erbfolgestreites (1779), Ueber den deutschen Fürstenbund (1785) samt Die Lütticher-Revolution im Jahre 1789 und das Benehmen Sr. k. Majestät von Preußen bei derselben (1789). Bland hans övriga skrifter märks Über die bürgerliche Verbesserung der Juden (Berlin 1786).